# Ladislav Smoljak
Ladislav Smoljak (ur. 9 grudnia 1931 w Pradze, zm. 6 czerwca 2010 w Kladnie) – czeski reżyser filmowy i teatralny, scenarzysta, aktor oraz autor książek.

## Życiorys
Próbował dostać się na reżyserię, jednak nie zdał egzaminów i ostatecznie studiował matematykę oraz fizykę. Pracował jako asystent na uczelni, uczył w szkole średniej, w późniejszym okresie był dziennikarzem. W 1996 znalazł się wśród założycieli teatru Divadlo Járy Cimrmana na praskim Žižkovie, w którym wystawiane są sztuki genialnego Czecha (fikcyjnego) Járy Cimrmana. Razem ze Zdenkiem Svěrákiem i innymi jest autorem szeregu książek, a także sztuk i filmów, o zapomnianym geniuszu.
W latach 70. bliżej zainteresował się filmem. Jest autorem scenariuszy (często wspólnie ze Svěrákiem), epizodycznie pojawiał się jako aktor oraz samodzielnie wyreżyserował kilka obrazów, m.in. komedię Kelner, płacić! (1980).
W 1999 został odznaczony Medalem Za zasługi III stopnia.

## Reżyseria
- Kulový blesk (wspólnie ze Zdeňkem Podskalským, 1978)
- Kelner, płacić! (Vrchní, prchni! 1981)
- Jara Cimrman śpi (Jára Cimrman ležící, spící 1983)
- Rozpuštěný a vypuštěný (1984)
- Nejistá sezóna (1987)